# 與謝野鐵幹
与谢野 铁幹（1873年2月26日—1935年3月26日），日本抒情诗人，长期担任庆应大学教授，活跃于明治时期到昭和前期，其夫人是著名文学家与谢野晶子。